# ریچی فارمر
ریچی دوایت فارمر (متولد ۲۵ اوت ۱۹۶۹) بسکتبالیست دانشگاهی سابق و سیاست مدار حزب جمهوری‌خواه از ایالت کنتاکی کشور آمریکا می‌باشد. او در شهر کربین ایالت کنتاکی متولد شد و دومین فرزند از سه فرزند خانواده می‌باشد.